# Bouati Mahmoud
Bouati Mahmoud est une commune de la wilaya de Guelma en Algérie.

## Géographie
La commune de Bouati Mahmoud s'étend sur 88 km² au nord-ouest de Guelma. Ses limites sont : au nord, la commune de Nechmaya; au sud, la commune de Roknia; à l'est, les communes d'Héliopolis et El Fedjoudj et à l'ouest, la commune de Bekkouche Lakhdar. Elle se trouve sur la route nationale RN80 reliant la wilaya de Skikda à la wilaya de Guelma et voire Souk Ahras.
Elle est située a proximité des grandes infrastructures de transport comme le port et l'aéroport d'Annaba distant de 52 km, et le port de Skikda situé à 63 km.
D'autres sites touristiques sont proches de la commune tels que les stations thermales de Hammam Ouled Ali, situé à une distance de huit km et les stations thermales de Hammam Dbegh (ex-Meskoutine) situé à une distance de 40 km. 

## Histoire
Le village, dénommé aujourd'hui Bouati Mahmoud, s'appelait autrefois Henchir Said, appellation caractérisée par la présence du sieur Said au milieu des plantes et broussailles connus sous le nom d'El-Henchir[précision nécessaire].
À l'époque coloniale française, on lui attribua une nouvelle dénomination à la mémoire du général français Gallieni. La présence des colons français dans la commune est manifeste avec la construction dès 1863, d'un bureau de poste. rue Megnai Mabrouk.
Après l'indépendance de l'Algérie en 1962, la collectivité a gardé son statut de commune et dépend de la daïra de Guelma qui dépendent toutes les deux de la wilaya ou préfecture d'Annaba (ex-Bône).